# Czworaki (Umianowice)
Czworaki – część wsi Umianowice w Polsce, położona w województwie świętokrzyskim, w powiecie pińczowskim, w gminie Kije.
W latach 1975–1998 Czworaki administracyjnie należały do województwa kieleckiego.